# ドルゴン湖
ドルゴン湖（モンゴル語：Дөргөн нуур、ᠳᠥᠷᠦᠭᠡᠨᠨᠠᠭᠤᠷ）とは、モンゴル・ホブド県にある塩湖。先史時代の湖の痕跡のひとつであり、大湖盆地の一角を成す。塩分濃度は4％、総面積は305㎢である。